# Associazione Calcio Bellaria Igea Marina 2006-2007
Questa voce raccoglie le informazioni riguardanti il Bellaria Igea Marina nelle competizioni ufficiali della stagione 2006-2007.

## Stagione
La stagione 2006-2007 inizia nel migliore dei modi sotto la guida di Mirko Fabbri, ex tecnico della Vis Pesaro oltre che con trascorsi in biancazzurro come giocatore prima e come allenatore (vanta la vittoria del campionato d'Eccellenza) poi. Dopo i primi successi, a causa di una rosa troppo ristretta soprattutto in difesa ed a notevoli difficoltà organizzative, il Bellaria scivola lentamente in zona play-out. A dicembre entra in società l'ex dirigente del Riccione  Di Fabio, creando una vera e propria rivoluzione in casa bellariese. Da Riccione arrivano 6 giocatori, Fabbri viene esonerato e la squadra temporaneamente affidata al vice Raffaele Belli. Belli non fa tempo nemmeno a disputare un incontro a causa dei fatti di Catania ed  alla ripresa del campionato viene ingaggiato Marco Carrara. L'impresa di Carrara appare disperata, ed i dirigenti gli chiedono quanto meno di evitare l'ultimo posto. Nonostante pesantissime assenze, come quelle di Giaccherini, capitan Marchetti, Pacini e Brighi, Carrara punta forte sul gruppo riccionese ed a due turni dal termine porta addirittura la formazione fuori dalla zona play-out. Il pareggio interno con la Paganese alla penultima giornata ed il successo in casa del già salvo Gubbio all'ultima hanno permesso a biancazzurri di conquistare sul campo, per il terzo anno consecutivo, il diritto alla permanenza in C2.

## Rosa
| N. |                   | Ruolo | Calciatore         |
| -- | ----------------- | ----- | ------------------ |
|    | Italia (bandiera) | P     | Alex Foiera        |
|    | Italia (bandiera) | P     | Filippo Spitoni    |
|    | Italia (bandiera) | D     | Nicola Armento     |
|    | Italia (bandiera) | D     | Filippo Baldinini  |
|    | Italia (bandiera) | D     | Marco Ballarini    |
|    | Italia (bandiera) | D     | Matteo Camillini   |
|    | Italia (bandiera) | D     | Riccardo Pagliuchi |
|    | Italia (bandiera) | D     | Aldo Perricone     |
|    | Italia (bandiera) | D     | Christian Jidayi   |
|    | Italia (bandiera) | D     | Luca Suprani       |
|    | Italia (bandiera) | D     | Claudio Cola       |
|    | Italia (bandiera) | D     | Niccolò Guzzo      |
|    | Italia (bandiera) | C     | Marco Brighi       |
|    | Italia (bandiera) | C     | Marco Marchetti    |

| N. |                      | Ruolo | Calciatore               |
| -- | -------------------- | ----- | ------------------------ |
|    | Italia (bandiera)    | C     | Nicola Mazzotti          |
|    | Argentina (bandiera) | C     | Juan Ignacio Gomez Taleb |
|    | Italia (bandiera)    | C     | Valentino Picozzi        |
|    | Italia (bandiera)    | C     | Attilio Schettino        |
|    | Italia (bandiera)    | C     | Salvatore Petrozzi       |
|    | Italia (bandiera)    | C     | Davide Poletti           |
|    | Italia (bandiera)    | C     | Andrea Montanari         |
|    | Italia (bandiera)    | C     | Simone Pacini            |
|    | Italia (bandiera)    | C     | Paolo Rossi              |
|    | Italia (bandiera)    | C     | Michele Valentini        |
|    | Italia (bandiera)    | A     | Renan Pippi              |
|    | Italia (bandiera)    | A     | Matteo Rinaldi           |
|    | Italia (bandiera)    | A     | Paolo Semeraro           |
|    | Italia (bandiera)    | A     | Emanuele Vicini          |

## Risultati

### Campionato

#### Girone di andata
| 3 settembre 2006 1ª giornata | Bellaria Igea Marina | 1 – 1 | Carrarese |  |

| 10 settembre 2006 2ª giornata | Cuoiopelli | 2 – 1 | Bellaria Igea Marina |  |

| 17 settembre 2006 3ª giornata | Bellaria Igea Marina | 2 – 0 | Giugliano |  |

| 24 settembre 2006 4ª giornata | Castelnuovo | 1 – 3 | Bellaria Igea Marina |  |

| 1º ottobre 2006 5ª giornata | Bellaria Igea Marina | 2 – 3 | Reggiana |  |

| 8 ottobre 2006 6ª giornata | Rieti | 1 – 1 | Bellaria Igea Marina |  |

| 15 ottobre 2006 7ª giornata | Bellaria Igea Marina | 1 – 0 | Foligno |  |

| 22 ottobre 2006 8ª giornata | Cisco Roma | 1 – 0 | Bellaria Igea Marina |  |

| 29 ottobre 2006 9ª giornata | Bellaria Igea Marina | 2 – 4 | SPAL |  |

| 5 novembre 2006 10ª giornata | Poggibonsi | 0 – 1 | Bellaria Igea Marina |  |

| 12 novembre 2006 11ª giornata | Bellaria Igea Marina | 0 – 0 | Sansovino |  |

| 19 novembre 2006 12ª giornata | Boca San Lazzaro | 3 – 0 | Bellaria Igea Marina |  |

| 26 novembre 2006 13ª giornata | Bellaria Igea Marina | 2 – 3 | Viterbese |  |

| 3 dicembre 2006 14ª giornata | Rovigo | 2 – 1 | Bellaria Igea Marina |  |

| 10 dicembre 2006 15ª giornata | Bellaria Igea Marina | 2 – 3 | Prato |  |

| 17 dicembre 2006 16ª giornata | Paganese | 1 – 1 | Bellaria Igea Marina |  |

| 23 dicembre 2006 17ª giornata | Bellaria Igea Marina | 0 – 1 | Gubbio |  |

#### Girone di ritorno
| 14 gennaio 2007 18ª giornata | Carrarese | 1 – 1 | Bellaria Igea Marina |  |

| 21 gennaio 2007 19ª giornata | Bellaria Igea Marina | 0 – 0 | Cuoiopelli |  |

| 28 gennaio 2007 20ª giornata | Giugliano | 3 – 2 | Bellaria Igea Marina |  |

| 4 febbraio 2007 21ª giornata | Bellaria Igea Marina | 0 – 1 | Castelnuovo |  |

| 11 febbraio 2007 22ª giornata | Reggiana | 0 – 0 | Bellaria Igea Marina |  |

| 18 febbraio 2007 23ª giornata | Bellaria Igea Marina | 2 – 0 | Rieti |  |

| 25 febbraio 2007 24ª giornata | Foligno | 0 – 0 | Bellaria Igea Marina |  |

| 4 marzo 2007 25ª giornata | Bellaria Igea Marina | 0 – 0 | Cisco Roma |  |

| 11 marzo 2007 26ª giornata | SPAL | 0 – 0 | Bellaria Igea Marina |  |

| 25 marzo 2007 27ª giornata | Bellaria Igea Marina | 0 – 1 | Poggibonsi |  |

| 1º aprile 2007 28ª giornata | Sansovino | 2 – 4 | Bellaria Igea Marina |  |

| 7 aprile 2007 29ª giornata | Bellaria Igea Marina | 5 – 1 | Boca San Lazzaro |  |

| 15 aprile 2007 30ª giornata | Viterbese | 1 – 1 | Bellaria Igea Marina |  |

| 22 aprile 2007 31ª giornata | Bellaria Igea Marina | 0 – 0 | Rovigo |  |

| 29 aprile 2007 32ª giornata | Prato | 1 – 2 | Bellaria Igea Marina |  |

| 6 maggio 2007 33ª giornata | Bellaria Igea Marina | 0 – 0 | Paganese |  |

| 13 maggio 2007 34ª giornata | Gubbio | 0 – 1 | Bellaria Igea Marina |  |